# 주니쇼정
주니쇼정(十二所町)은 아키타현 기타아키타군에 있던 정이다. 현재의 오타테시 남동부, 요네시로 강 연안, 하나와선 ·국도 103호 연선에 해당한다.

## 역사
- 1889년 4월 1일 - 정촌제 시행에 의해 6촌의 구역으로 성립하였다.
- 1955년 3월 1일 - 오다테시에 편입해, 동일 주니쇼정은 폐지되었다.

## 교통

### 철도
- 일본국유철도 하나와 선

### 도로
- 국도 제103호선